# Gautier d'Épinal
Gautier d'Épinal est un trouvère du duché de Lorraine, ayant vécu au XIIIe siècle.

## Biographie
De nombreux dictionnaires, encyclopédies et histoires, soit de la musique, soit de la Lorraine, évoquent Gautier d’Épinal. Divers auteurs parlent d’un personnage plus ou moins obscur auquel on attribue de quinze à trente chansons. 
L’identification de ce trouvère a considérablement évolué depuis les dernières décennies du XIXe siècle. D’abord, il a été cru noble du XIIe siècle (d’après son « style » littéraire, effectivement, particulier). Un savant de la fin du XIXe siècle, marquis de Pange a réussi à satisfaire toutes les exigences, le reconnaissant finalement en Gautier V d’Épinal, après un court arrêt sur Gautier III. Jusqu’à ces dernières années, cette solution a été admise par la totalité des gens intéressés. Les dates de sa vie ont été établies en conséquence : 1205 (ou, pour certains, vers 1230) – 1272 (1270), tandis que son activité artistique a été placée dans le second tiers du siècle, en accord avec les noms de destinataires d’Envois et avec les faits d’actualité évoqués.
Ce dominus Galterus (Walterus, ou encore Wautiers) dictus miles de Espinal figure dans une vingtaine de chartes des comtes de Vaudémont et de l’évêque de Toul dont il était feudataire, et du comte de Bar dont il était arrière–vassal.

### Les d'Épinal
Gautier est issu d’une famille vosgienne puissante, attestée dès le XIe siècle, et « d’Épinal » était porté en vrai nom. Gautier Ier était tué en défendant la ville éponyme contre les Bourguignons en 1067. 
La famille, qui descendrait d’un cadet de la maison de Savoie, était apparentée en tout cas aux comtes de Vaudémont et de Mousson. Elle recense plusieurs diplomates et ecclésiastiques de renom, dont Séhère, auteur d’une Chronique et fondateur, en 1090, de l’abbaye de Chaumousey, réduite en poussière pendant la Révolution ; et surtout d’innombrables « voués » des évêques de Metz, du tout premier Gautier jusqu’à la « voueresse » Marguerite de Ville, qui a échangé cette fonction contre un château à Yolande d'Aragon, reine de Jérusalem et de Sicile, duchesse et comtesse, mère de René d'Anjou et orchestratrice de la mission de Jeanne d’Arc.
La Lorraine était l’un des pays du Saint-Empire romain germanique. C’est pour cela que l’on parle de contrée et non de duché. L’Empire avait créé les principautés épiscopales bien avant le développement des seigneuries. Les évêques ne pouvant pas, par leur condition, porter les armes, ils étaient obligés de choisir des protecteurs, ou advocati, pour défendre leurs possessions et exercer le pouvoir en leur nom. Ainsi, pour la noblesse laïque, le seul moyen de s’imposer était d’obtenir ou même d’usurper cette fonction.

### Seigneur de Ruppes
Le dit Gautier V était chevalier et seigneur de Ruppes, de Houdemont, et en partie de Germiny. Il appartenait donc à la noblesse en vue, étant donné qu’à l’époque la Lorraine ne comptait qu’une cinquantaine de maisons de seigneurs et fort peu parmi ces derniers étaient chevaliers, tant l’adoubement est devenu une entreprise onéreuse (et par conséquent, prestigieuse) : la plupart des  « gentilshommes », comme se nommaient des nobles Lorrains, était amenée à se contenter, leur vie durant, du titre d’écuyer ou même de celui de « fils de chevalier ». 
Ce Gautier a eu deux enfants : le chevalier Simon de Bouzanville et Adeline de Rosières, devenue Adeline de Beaufremont.
Comme tout seigneur, Gautier était donateur et bienfaiteur : aux moines du prieuré de Flavigny, il offre son alleu de Houdémont et sa rente de cinq muids de vin (pas loin de 1 500 l de vin lorrain, certainement bon à l’époque, car exporté jusqu’à Cologne) ; tandis que l’abbaye cistercienne de Clairlieu reçoit des dons en blé et avoine, ainsi qu’un moulin et deux fours banaux. 
Tout cela ne signifie pas forcément que Gautier baignait dans la richesse, la vie ayant toujours demandé beaucoup d’astuce à ceux qui l’aiment : ainsi, le seigneur et ami de Gautier, le comte de Vaudémont, se voyait obligé tantôt de piller, tantôt de faire pénitence pour maintenir son train de vie : une fois il mettait à sac la belle cité de Neufchâtel; une autre, il partait à la croisade en échange du comté d'Ariano, offert par Charles d’Anjou, et tout au long de sa vie il engageait et ré-engageait ses châteaux suivant un schéma pyramidal complexe.
Nous pensons que Gautier V pourrait être enseveli dans l’abbaye de Clairlieu, qui abritait une « chapelle des seigneurs de Germiny » entretenue en tout cas par sa descendance. L’abbaye, « la plus vaste et la plus magnifique de tout le pays » et où, d’après dom Calmet, on remarquait « plusieurs monuments des plus illustres Maisons de Lorraine » (mais aussi de Luxembourg), a été détruite de fond en comble à la Révolution.

## Autre version: Clerc àMetz
Robert Lug, professeur à l’université de Francfort-sur-le-Main fait paraître, à l'automne 2007, une vaste étude consacrée au chansonnier de Saint-Germain-des-Prés : Der Chansonnier de Saint-Germain-des-Prés. Das älteste volkssprachige Liederbuch Europas. Melodien, Notation, Entstehung, politisches Umfeld (4 volumes, Francfort/Berlin, Peter Lang, 2007).
Les recherches du Dr Lug montrent que notre trouvère n’était point ce qui vient d’être dit, mais tout le contraire : un clerc, neveu de l’évêque de Metz, parent toutefois du susdit chevalier. Il serait mort vers 1231-1232. Les chansons de Gautier contenues dans la partie ancienne du Chansonnier, permettent logiquement d’avancer 1231-1232 comme date limite de leur composition.

### A Metz
Cette nouvelle identification place Gautier au cœur de la guerre des Amis qui, à la suite de la succession de Gertrude de Dabo, dernière Comtesse de Metz, secouait Metz, cinquième métropole de l’Europe transalpine avec ses 30 000 habitants, l'une des plus vieilles en Europe, ville francophone du Saint-Empire située à une dizaine de kilomètres de la frontière linguistique franco-allemande.
À première vue, le conflit n’était qu’une banale redistribution de réseaux d’influence politique entre le vieux « paraige » de Port-Sailli (clan de patriciens – « Amis » de l’omnipotent évêque) et la nouvelle génération de bourgeois enrichis. Il doit cependant compter pour un épisode d'une certaine importance dans la confrontation pan-européenne où s’inscrivent les luttes entre les Guelfes et les Gibelins, le pape et la royauté française, les Anglais et les Français, les Gibelins pro et anti-capétiens, les antagonismes entre les sympathies personnelles et les devoirs de parti, et bien sûr, la rébellion des nobles contre la reine Blanche.
La vie de la société messine était si complexe que (selon l’hypothèse émise par Gröber et Batilli, partagée par le Pr. Lug) les ordonnateurs des manuscrits à Metz (second centre européen d’écriture depuis la fin du XIIe siècle après celui de Vatican) imposaient l’anonymat des textes pour écarter toute possibilité de se compromettre aux yeux de partenaires commerciaux. 
Dans cette version, le trouvère Gautier d’Épinal serait donc le héraut du parti des anciens, des plus cultivés, des perdants, voués à l’exil (à Châtel Saint-Germain, à moins de sept kilomètres de Metz cependant).

### Arguments
Les arguments en faveur de cette nouvelle identification sont : 
- l’absence dans toutes les sources du titre « Messire » dû à tout noble trouvère ;
- l’inexistence d’œuvres qui pourraient être datées au-delà de 1232.

Cependant, un fait parait en disconvenir : il arrive à Gautier de se prononcer ouvertement contre les intérêts de l’évêque. Par exemple, en tant que porte-parole, Gautier aurait dû soutenir l’alliance entre le bourgeois Perrin Noise, du clan des Amis, et la fine fleur de l’aristocratie, Hélois de Prény.  Les exilés ont mythifié cet épisode, où, pour la dernière fois, ils avaient manifesté leur magnificence (le Chansonnier de St-Germain étant l’un des cadeaux aux jeunes mariés, suivant Dr Lug). Or Gautier condamne ce commerce en vue d’annulation des dettes, contractées par le père de la fiancée. 
Remarquons aussi qu’un seigneur plutôt qu’un fonctionnaire semble se dégager des textes de Gautier ; de plus, les copistes non lorrains pouvaient ignorer son statut réel, vu le mutisme des manuscrits messins à ce sujet, tandis que l’absence de compositions postérieures à 1232 pourrait s'expliquer par la fragilité inhérente des supports et les accidents de l'histoire. 
Les faits indiscutables, cependant, peuvent s’appliquer, avec le même succès, tant à un chevalier qu’à un clerc. Même son Ars Amatoria à lui, chevaleresque, sérieuse et pragmatique, se prête à toutes les interprétations. 

## Compositions
D'après le New Grove Dictionary
- Aïmans fins et verais, R.199
- Amours et bone volenté, R.954
- Desconfortés et de joie parti, R.1073
- Ja pour longue demouree, R.504 (sans musique)
- Ne puet laissier fins cuers c'adès se plaigne, R.119
- Outrecuidiers et ma fole pensee, R.542
- Partis de doulour, R.1971 (sans musique)
- Puis qu'en moi a recouvré seignourie, R.1208
- Quant je voi l'erbe menue, R.2067,
- Quant voi iver et froidure, R.1784
- Se j'ai lonc tens amours servi, R.1082 (sans musique)
- Se par force de merci, R.1059
- Tout autresi, R.1840
- Tout esforciés avrai chanté souvent, R.728

Probablement de Gautier
- A droit se plaint et a droit se gamente, R.749
- Comencement de douce saison bele, R.590,
- Par son dous comandement, R.649

Attribution peu probable
- Amours, a cuis tous jours serai, R.104
- En toute gent ne truis tant de savoir, R.1816 (sans musique)
- Jherusalem, grant damage me fais, R.191 (sans musique)
- Quant je voi par la contree, R.501 (sans musique)
- Quant je voi venir iver et la froidure, R.1988 (sans musique)

## Histoire des publications
Les œuvres connues de Gautier d’Épinal sont consignées dans six manuscrits, dont ceux de la Bibliothèque de la Bourgeoisie à Berne, de la Biblioteca Estense à Modène et dans les Chansonniers de Cangé et de Saint-Germain-des-Prés.
La première des tentatives d’édition moderne connue date de 1772. Cette compilation poétique est due à Rigolay de Juvigny.
Cent trente ans plus tard, à l’université d'Helsinki, paraissait une édition préparée par Uno Lindelöf et Axel Wallensköld : Les chansons de Gautier d'Épinal, mémoires de la Société néophilologique d'Helsinki, III (1902), 205–319. Une longue préface a été rédigée par Maurice de Pange ; à ce jour, son article demeure la référence quant à la biographie du trouvère-chevalier. Écrit après la Guerre franco-prussienne, cet article ouvertement anti-allemand a dû être écarté de la publication.
À la suite de la publication de Lindelöf et Wallensköld, l’œuvre poétique de Gautier a été étudiée par le philologue Alfred Jeanroy, qui l'a condamnée si sévèrement que Gautier a été replongé dans l’obscurité pendant presque cent ans : il est ainsi à peine mentionné dans l'ouvrage récent de Samuel N. Rosenberg et Hans Tischler, Chansons des trouvères, qui présente 46 trouvères plus une série d'anonymes.
L’ouvrage des philologues finnois a servi à toutes les rééditions ultérieures des textes de Gautier, la plus complète se trouvant dans Trouvères lorrains. La poésie courtoise en Lorraine au XIIIe siècle par J. Kooijman, 1974. C'est néanmoins l'édition de Hans Tischler qui est aujourd'hui l'édition de référence. Une thèse de doctorat a été soutenue en 2004 : Germana Schiassi, Gautier d'Epinal. Édition critique et commentaire (thèse en co-tutelle, université de Paris IV et université de Bologne).

## Discographie
Le premier enregistrement est dû à Russel Oberlin (contreténor) et Seymour Batab (vièle à archet) :
- Troubadour & Trouvère Songs chez Lyrichord (LEMS***1: Music of the Middle Ages, vol.1) dans les années 1960 (?)

L'ensemble Syntagma a consacré deux disques à Gautier :
- 2008 : Gautier d'Épinal. Remembrance, ens. Syntagma, éd. Challenge Classics CC72190
- 2004 : Touz esforciez / Trouvères en Lorraine, ens. Syntagma, éd. Pierre Vérany, PV704041

Différentes chansons ont été enregistrées par les ensembles :
- Diabolus in Musica (Alpha 085)
- Millenarium (Ricercar RIC 215)
- Lucidarium (Empreinte Digitale, 1998)

## Postérité
Le conservatoire à rayonnement départemental d’Épinal porte le nom de Gautier d’Épinal depuis 2008.